# Alexa (chi thực vật)
Alexa là một chi legumes.